# Steffen Krebber
Steffen Krebber (* 18. März 1976 in Stuttgart) ist ein deutscher Komponist, Klangkünstler und Forscher im Bereich Computermusik.

## Biografie
Steffen Krebber studierte Komposition bei Marco Stroppa, Rebecca Saunders und Caspar Johannes Walter. Sein Werk umfasst computergenerierte Musik, instrumentale und elektroakustische Kompositionen sowie Klangkunst und sprachbasierte Installationen.

## Werk
Seine Werke wurden bei Veranstaltungen aufgeführt, darunter die Gaudeamus Muziekweek und die Wittener Tage für neue Kammermusik. Eine seiner Arbeiten, die Sprachinstallation Weissagungen, ist Teil der Sammlung des Kunstmuseums Kolumba in Köln.
In der Klangkunst setzt er sich mit der räumlichen und physischen Präsenz von Klang auseinander und schafft Installationen, die den Zuhörer in eine immersive Klangumgebung eintauchen lassen. Seine Forschungsarbeiten umfassen interdisziplinäre Ansätze, die wissenschaftliche und künstlerische Methoden kombinieren, um neue Erkenntnisse über Klang und Musik zu gewinnen. Sprachliche Aspekte fließen in seine Werke ein, wobei er Sprache sowohl als ästhetisches als auch als inhaltliches Element einsetzt.
Die Erkenntnistheorie spielt eine zentrale Rolle in seiner Arbeit, indem er die Grenzen und Möglichkeiten des Wissens durch Klang und Musik erforscht. Soziologische Themen werden in seinen Projekten reflektiert, indem er die sozialen und kulturellen Kontexte von Musik und Klang untersucht.
In seinem Buch Sinusoidal run rhythm stellt er eine neue Rhythmustheorie vor, die Rhythmus als Welle definiert und so die traditionelle Aufteilung der Zeit in diskrete Werte um mikrozeitliche und dynamische Gewichtungen erweitert. Kern der Theorie ist, dass jede nicht kürzbare Kombination von in ganzzahligen Frequenzverhältnissen stehenden Kosinusfunktionen ein individuelles mikrozeitliches Grid und damit eine spezifische Grooviness mit sich bringt. Die Theorie ist sowohl als Modell für Interpretation von Takten und Metren, als auch als generatives Werkzeug für Computermusik nutzbar.

## Auszeichnungen
Krebber hat zahlreiche Stipendien und Auszeichnungen erhalten, darunter die Akademie Schloss Solitude, den Künstlerhof Schreyahn und die Kunststiftung Baden-Württemberg.

## Veröffentlichungen

### Bücher (Auswahl)
- sinusoidal run rhythm. Wolke, Hofheim am Taunus 2023, ISBN 978-3-95593-141-4.

### Kompositionen (Auswahl)
- Aufstieg und Fall außerweltlicher Flug- und Kriechtierattrappen (2008)
- Nichtsattrappen 0′03″ (2010)
- zimzum (2010)
- Konfusion I (2011)
- Konfusion IV (2012)
- Laufzeitumgebung (2013)
- faire signe (2014)
- Streichquartett I (2014)
- Konfusion IIa (2015)
- Obdach//Wohnung (2015)
- style study (2015)
- Amphiference (2019)
- Are You Prepared Experience (2019)
- Sprechende Ohren (2024)

### Klangkunst (Auswahl)
- The Modernist Anticlock (2019)
- INTERLACE ALPHA (2023)